# クリスタルリナール -逢魔の迷宮-
『クリスタルリナール -逢魔の迷宮-』（クリスタルリナール -おうまのめいきゅう-）は、1994年7月12日にディーオーから発売されたPC-9801用アダルトゲームである。CERO：Z（18才以上のみ対象）

## 概要
ディーオー初の3DRPG。シナリオ・原画は広崎悠意。異世界に飛ばされた主人公が、さらわれた幼馴染みを助けるために戦い続ける冒険ファンタジーで、主人公の成長物語でもある。
当時の有名声優を多数起用し、話題となった。
エピローグにおけるヒロインとのHシーンでは、挿入部分がアニメーションで描かれた。
1994年7月12日にPC-9801版が、8月21日にFM-TOWNSおよびPC-9821版が発売された。1996年2月23日にWindowsへ移植された。
1994年10月9日にメディアックスから2枚組フロッピーディスク「遊ディスクVol.4 クリスタルリナールお楽しみディスク」が出版された。こちらはゲーム本編のヒントや、ゲームの原画を使ったお遊びシナリオ、さらに各声優による収録の模様が収められている。

## ゲームシステム
迷宮に飛ばされてきた主人公は、各階で遭遇する怪物と戦って倒すことにより、次の階へ進むことができる。武器は途中で取得することができるが、基本的には素手での戦いとなる。また敵が落としたアイテムを用いることによって魔法を使うことができる。戦い続けることによってレベルアップし、HPとMPが上昇する。
セーブや体力等の回復は特定の箇所でしか行えない。
地図は各階に落ちている。

## ストーリー
いつもと同じはずだった放課後。主人公は保健室で保険医と関係を持ってしまう。そのときにもらったのはペンダント。そして扉を開けた主人公に向かってつぶやいた「行ってらっしゃい……」の言葉。
教室に戻り、幼馴染の少女と繰り広げるいつもの口げんか。そこへ現れたのは不思議な鏡。二人は逢魔の迷宮、カム・ルトラへ飛ばされてしまった。
二人は迷宮をさまよい歩くが、突然現れた男によって少女がさらわれてしまった。主人公は少女を救い出すために、迷宮の中で怪物たちと戦い続ける。

## 登場キャラクター
伊萩陽平（いはぎ ようへい）
平凡な高校生。毎日平穏な日々を過ごしているが、何かが物足りないと感じている。
坂垣真尋（さかがき まひろ）
声：麻見順子
主人公の幼馴染でありクラスメイト。小さい頃に引っ越し、高校で再会する。入学当初は、顔見知りという事もあって、陽平を話しやすい相手としてとらえていたが、次第に気恥ずかしさと親しみの板挟みから口喧嘩を繰り返すようになる。二人の関係は何もない状態。主人公とともに迷宮に飛ばされ、後にゼトにさらわれる。
広瀬美奈（ひろせ みな）
声：松井菜桜子
主人公と同じ世界に属する高校生。気が弱い。
ゼト・エルギスト
声：堀内賢雄
迷宮を作り、主人公などをさらった張本人。その理由は不明である。
エルマ・モーグ
声：松本保典
ナムリアを探すために迷宮に入った別世界の剣士。途中で主人公と出会い、ともに行動するようになる。
ファジル・エムル
声：水谷優子
カム・ルトラの創造主。迷宮へさらわれた少女だが、主人公とは別の世界に属する。勝ち気な性格で、甲冑の鎧をつけた女剣士。ただし根は優しい。途中で主人公と出会い、ともに行動するようになる。陽平と真尋に「元の世界に帰るにはゼトという男を探し出さなければならない」ことを告げる。
ニームル・エルダム
声：岩坪理江
金髪の女性。
ナムリア
声：佐久間純子
ゼトにさらわれた、別世界の姫。
シア
声：高橋美紀
迷宮内で、怪獣の触手によっていたぶられていた女性。
ラミュー
声：篠原あけみ
迷宮内で出会う小生意気な少女。情報を教えてくれる。
アルダ
声：渡辺美佐
迷宮内で出会う女性。宿屋の経営者。怪獣に襲われていたところを、主人公に助けられる。
アーグ
声：引田有美
迷宮内で出会う女性。ゼトの部下。主人公たちを襲う。
ナーロウ
声：池本小百合
迷宮内で出会う女性。緑色の髪をしている。

## スタッフ
- キャラクターデザイン・原画・シナリオ：広崎悠意
- 音楽：藤沢龍一郎、橘ひろ